# Nino Ramischwili

Nino Ramischwili (links) und Iliko Suchischwili

Nino Shalwowna Ramischwili (georgisch ნინო შალვას ასული რამიშვილი, russisch Нино Шалвовна Рамишвили; * 19. Januar 1910 in Tiflis; † 6. September 2000 ebenda) war eine georgische Balletttänzerin, Ballettmeisterin, Choreografin und Mitbegründerin des Georgischen Nationalballetts Suchischwili.

## Leben und Karriere
Von 1922 bis 1927 studierte Ramischwili an der Ballettschule von Maria Perini in Tiflis. Von 1927 bis 1936 war sie Solistin des Balletttheaters Paliaschwili. Gemeinsam mit ihrem Ehemann Iliko Suchischwili gründete sie 1945 das Nationalballett Suchischwili, das zunächst Georgische Staatliche Tanzkompanie hieß und in dem sie bis 1972 als Solistin und Tanzlehrerin tätig war. Im Jahr 1972 wurde sie Chefchoreografin des Balletts.